# Liste der Biografien/Lino
Liste der Biografien |
Portal Biografien |
Personensuche
# |
A |
B |
C |
D |
E |
F |
G |
H |
I |
J |
K |
L |
M |
N |
O |
P |
Q |
R |
S |
T |
U |
V |
W |
X |
Y |
Z |
?
 
La |
Lb |
Lc |
Le |
Lg |
Lh |
Li |
Lj |
Ll |
Lm |
Lo |
Lp |
Lt |
Lu |
Lv |
Lw |
Lx |
Ly |
Lz
 
Lia |
Lib |
Lic |
Lid |
Lie |
Lif |
Lig |
Lih |
Lii |
Lij |
Lik |
Lil |
Lim |
Lin |
Lio |
Lip |
Liq |
Lir |
Lis |
Lit |
Liu |
Liv |
Liw |
Lix |
Liy |
Liz
 
Lina |
Linb |
Linc |
Lind |
Line |
Linf |
Ling |
Linh |
Lini |
Linj |
Link |
Linl |
Linn |
Lino |
Linp |
Lins |
Lint |
Linu |
Linv |
Linw |
Linx |
Liny |
Linz
Die Liste der Biografien führt alle Personen auf, die in der deutschsprachigen Wikipedia einen Artikel haben. Dieses ist eine Teilliste mit 15 Einträgen von Personen, deren Namen mit den Buchstaben „Lino“ beginnt.

## Lino
- Lino da Silva Dinis, Antônio (1943–2013), portugiesischer Geistlicher, römisch-katholischer Bischof von Itumbiara
- Lino Matute, José (* 1780), Staatschef von Honduras
- Lino, Acácio (1878–1956), portugiesischer Maler
- Lino, Lostboi, deutscher Rapper
- Lino, Mário (* 1940), portugiesischer Politiker und Verkehrsminister Portugals
- Lino, Pascal (* 1966), französischer Radrennfahrer
- Lino, Raul (1879–1974), portugiesischer Architekt
- Lino, Samuel (* 1999), brasilianischer FußballspielerSamuel Lino (* 1999)

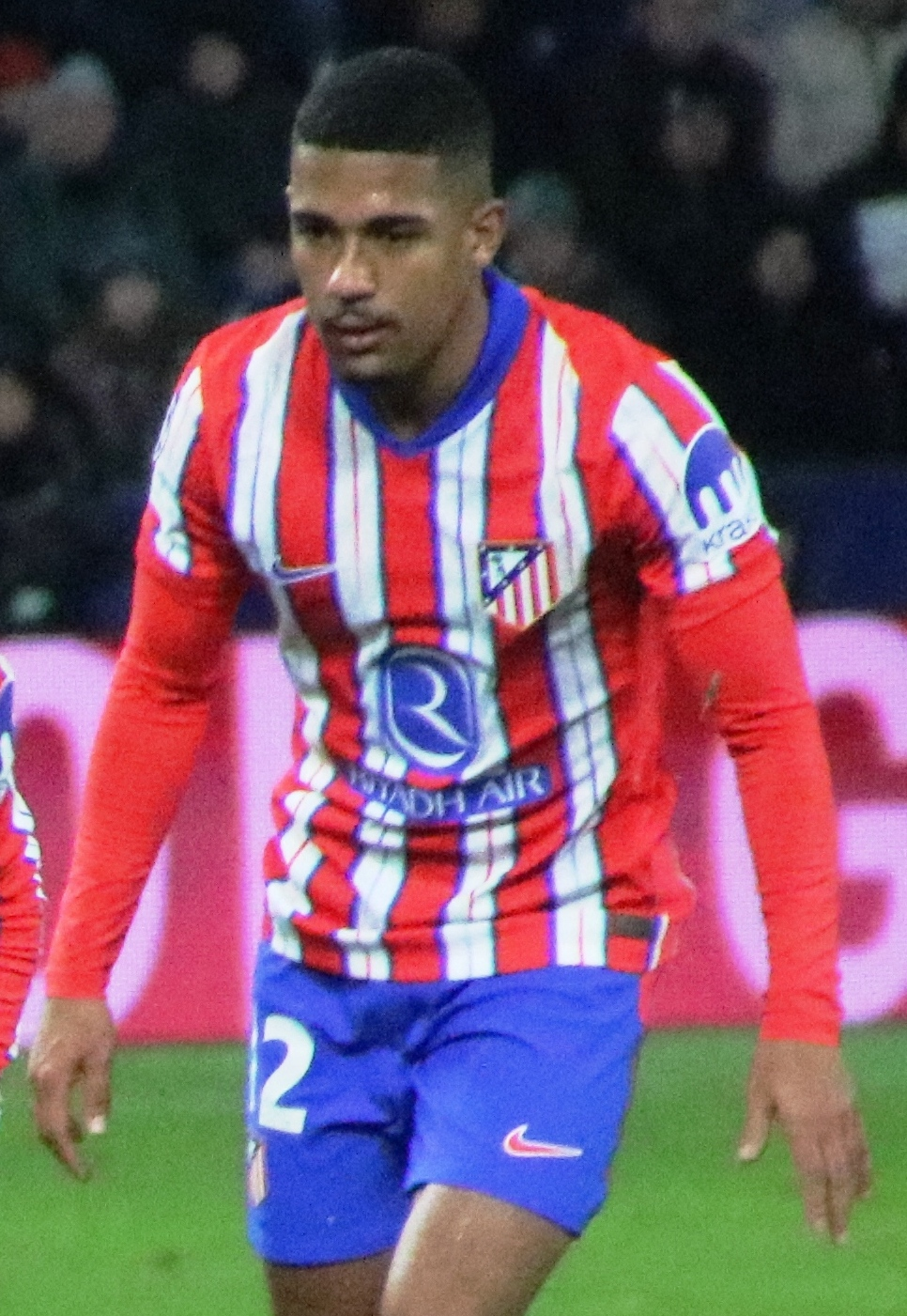
Samuel Lino (* 1999)

### Linor
- Linortner, Matthias (* 1997), österreichischer Basketballspieler

### Linos
- Linos, Glenys (1937–2020), britisch-griechische Opernsängerin (Mezzosopran)
- Linossier, Claudius (1893–1953), französischer Dinanderier
- Linossier, Raymonde (1897–1930), französische Schriftstellerin und Orientalistin

### Linow
- Linow, Ted (* 1959), deutscher Modelagent
- Linowitz, Sol (1913–2005), US-amerikanischer Jurist, Manager und Diplomat
- Linowski, Horst (1933–2003), deutscher Kranfahrer, Opfer der DDR-Diktatur